# Tocha
Tocha ist eine Gemeinde (Freguesia) und Kleinstadt (Vila) in Portugal mit 3707 Einwohnern (Stand 19. April 2021). Regional bekannt sind die Strände in Praia da Tocha.

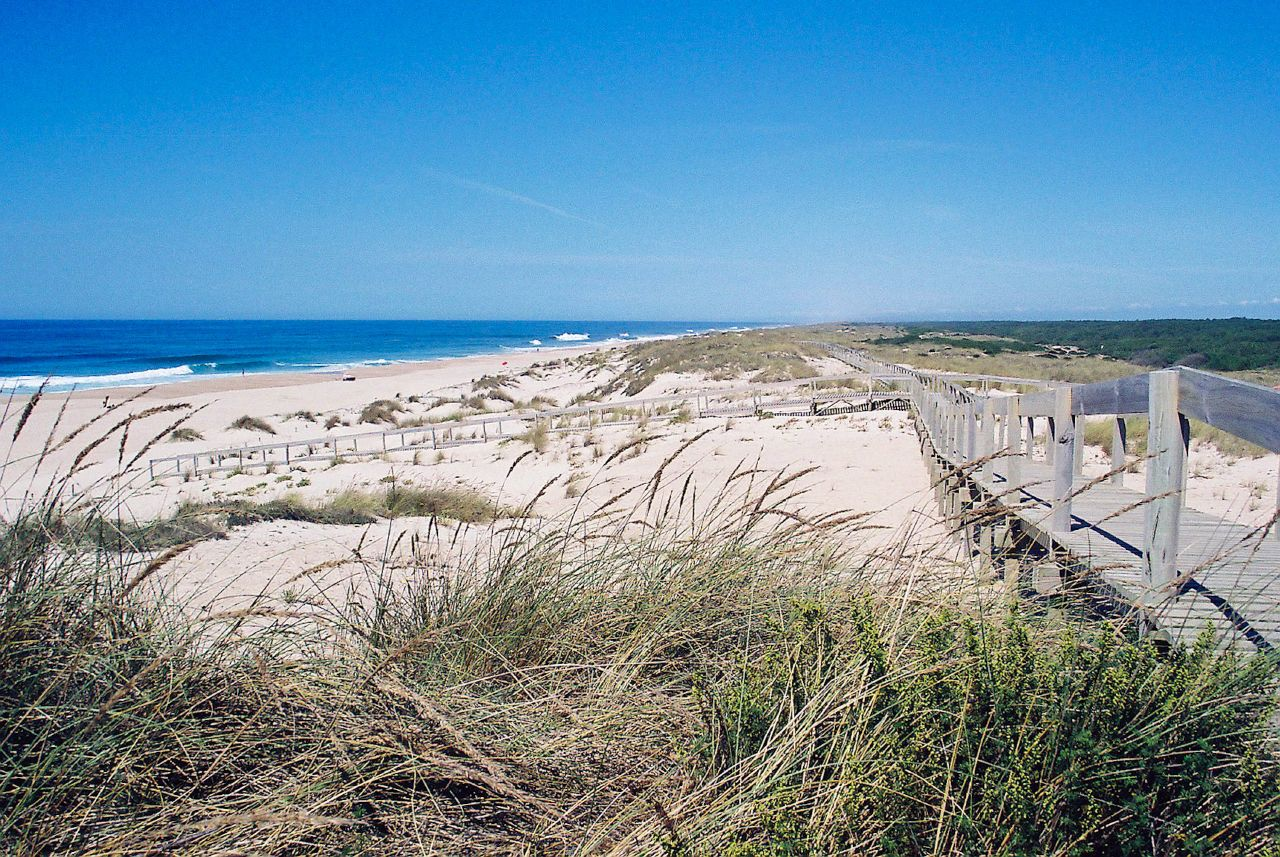
Strandabschnitt in der Gemeinde Tocha

Lage der Gemeinde im Kreis Cantanhede

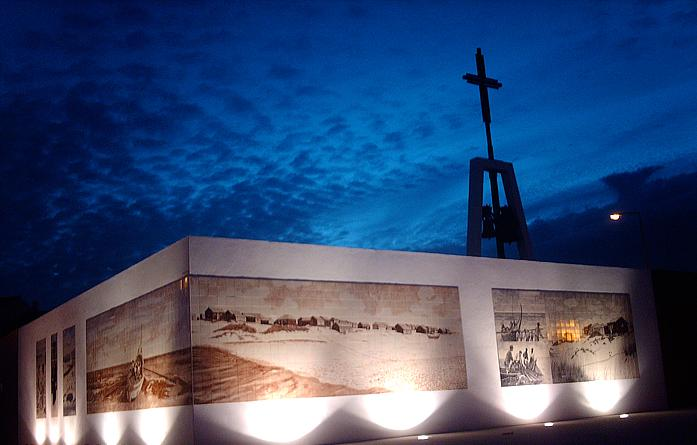
Kirche am Strand von Tocha

## Geschichte
Im Jahr 1140 gab Portugals erster König D. Afonso Henriques Tocha an das Kloster Santa Cruz in Coimbra. Nachdem es zur Gemeinde Cadima (Kreis Cantanhede) gehört hatte, wurde Tocha 1907 erstmals eine eigenständige Gemeinde, und am 9. Juli 1985 in den Rang einer Vila erhoben.

## Verkehr
Tocha liegt an der A 17, die Marinha Grande mit Aveiro verbindet. Die Nationalstraße N 109 (IC 1) von Leiria nach Vila Nova de Gaia durchquert den Ortskern in Nord-Süd-Richtung.

## Verwaltung
In der Gemeinde Tocha befinden sich die Orte:
| - Andrades - Barrins - Berlengas - Bracial - Cadaval - Caetanas - Caniceira - Casal do João - Catarinões - Cochadas | - Escoural - Fonte de Martel - Inácios - Lagoa dos Bois - Pereirões - Povoeiras - Praia da Tocha - Queixada da Raposa - Tocha |

## Sport
In der Gemeinde ist der 1953 gegründete Fußballverein UD Tocha beheimatet. Der Fußballplatz der Gemeinde diente als Austragungsort für die Qualifikationsrunde der Gruppe 7 der Fußball-Weltmeisterschaft der Frauen 2011, wo die Portugiesische Fußballnationalmannschaft der Frauen am 31. März 2010 mit 7:0 gegen Armenien ihren höchsten Sieg in der Qualifikation bisher errang.